# Diamantina
Diamantina es un municipio brasileño del estado de Minas Gerais. Su población estimada en 2004 era de 44.238 habitantes.

## Historia
Conocida inicialmente como Arraial do Tijuco, la ciudad pasó a llamarse Diamantina por causa del gran volumen de diamantes encontrados en la región. Esas piedras eran extraídas en grandes cantidades por la Corona Portuguesa, durante el siglo XVII.
Chica da Silva residió en esta ciudad entre 1763 y 1771. Juscelino Kubitschek, presidente de Brasil entre 1956 y 1961, nació en Diamantina.
En 1938, Diamantina conmemoró sus 100 años de elevación a la categoría de ciudad, recibiendo del Instituto do Patrimônio Histórico e Artístico Nacional de Brasil el título de Patrimonio Histórico Nacional. Años después, en el año 1999, fue nombrada por la Unesco como Patrimonio Cultural de la Humanidad.

## Clima
El clima de la región tiene temperaturas promedio entre 12° Celsius y 30° Celsius anuales y rara vez supera estas variaciones.